# NGC 2661
NGC 2661 (другие обозначения — UGC 4584, MCG 2-23-4, ZWG 61.8, IRAS08432+1248, PGC 24632) — спиральная галактика (Sc) в созвездии Рака. Открыта Уильямом Гершелем в 1784 году.
Галактика удалена на 61 мегапарсек, её звёздная масса составляет 3,6⋅109 M⊙. В прошлом эта галактика ошибочно классифицировалась как планетарная туманность.
Этот объект входит в число перечисленных в оригинальной редакции «Нового общего каталога».